# Jeune Fille des monts Sabins
Jeune Fille des monts Sabins (en allemand, Mädchen aus den Sabiner Bergen) est une peinture à l'huile sur toile de Franz Xaver Winterhalter datant de 1832-1836. Récupérée des spoliations nazies, elle est prêtée et exposée au musée des beaux-arts de Montréal depuis 2009.

## Histoire
Ce tableau appartint au galeriste Max Stern. En 1937, une vente forcée de sa collection (400 tableaux et objets d'art) fut organisée à Dusseldorf (cf. Spoliation des Juifs). La Jeune Fille des monts Sabins y fut achetée par Morsey Pickard.
En  2005, la fille de ce dernier tenta de vendre le tableau mais les légataires universels de Max Stern (l'université Concordia, l'université McGill de Montréal et l'université hébraïque de Jérusalem), prévenus à temps, firent obstacle à la négociation. Le juge Lisi, de la cour du district de Rhode Island (USA), ordonna un transfert de propriété aux universités précitées, considérant que l'achat de 1937 était assimilable à un vol,.
Prêté au  Musée des beaux-arts de Montréal à partir du 21 mai 2009, le tableau y est exposé depuis.